# Auge (Ardennes)
Auge ist eine französische Gemeinde mit 58 Einwohnern (Stand: 1. Januar 2022) im Département Ardennes in der Region Grand Est (bis 2015 Champagne-Ardenne). Sie gehört zum Arrondissement Charleville-Mézières, zum Kanton Rocroi und zum Gemeindeverband Ardennes Thiérache.

## Geographie
Die Gemeinde liegt im 2011 gegründeten Regionalen Naturpark Ardennen. Umgeben wird Auge von den Nachbargemeinden Tarzy im Nordosten, Antheny im Südosten, Bossus-lès-Rumigny im Südwesten, Logny-lès-Aubenton und Any-Martin-Rieux im Westen sowie Fligny im Nordwesten.

## Namensherkunft
Der Name Ogiae wird erstmals im Jahre 1112 in einem Privileg von Papst Paschalis II. für die Abtei Saint Nicaise in Reims erwähnt.

## Bevölkerungsentwicklung
| Jahr                       | 1962 | 1968 | 1975 | 1982 | 1990 | 1999 | 2009 | 2019 |
| -------------------------- | ---- | ---- | ---- | ---- | ---- | ---- | ---- | ---- |
| Einwohner                  | 95   | 82   | 72   | 66   | 69   | 69   | 54   | 58   |
| Quellen: Cassini und INSEE |      |      |      |      |      |      |      |      |

## Sehenswürdigkeiten

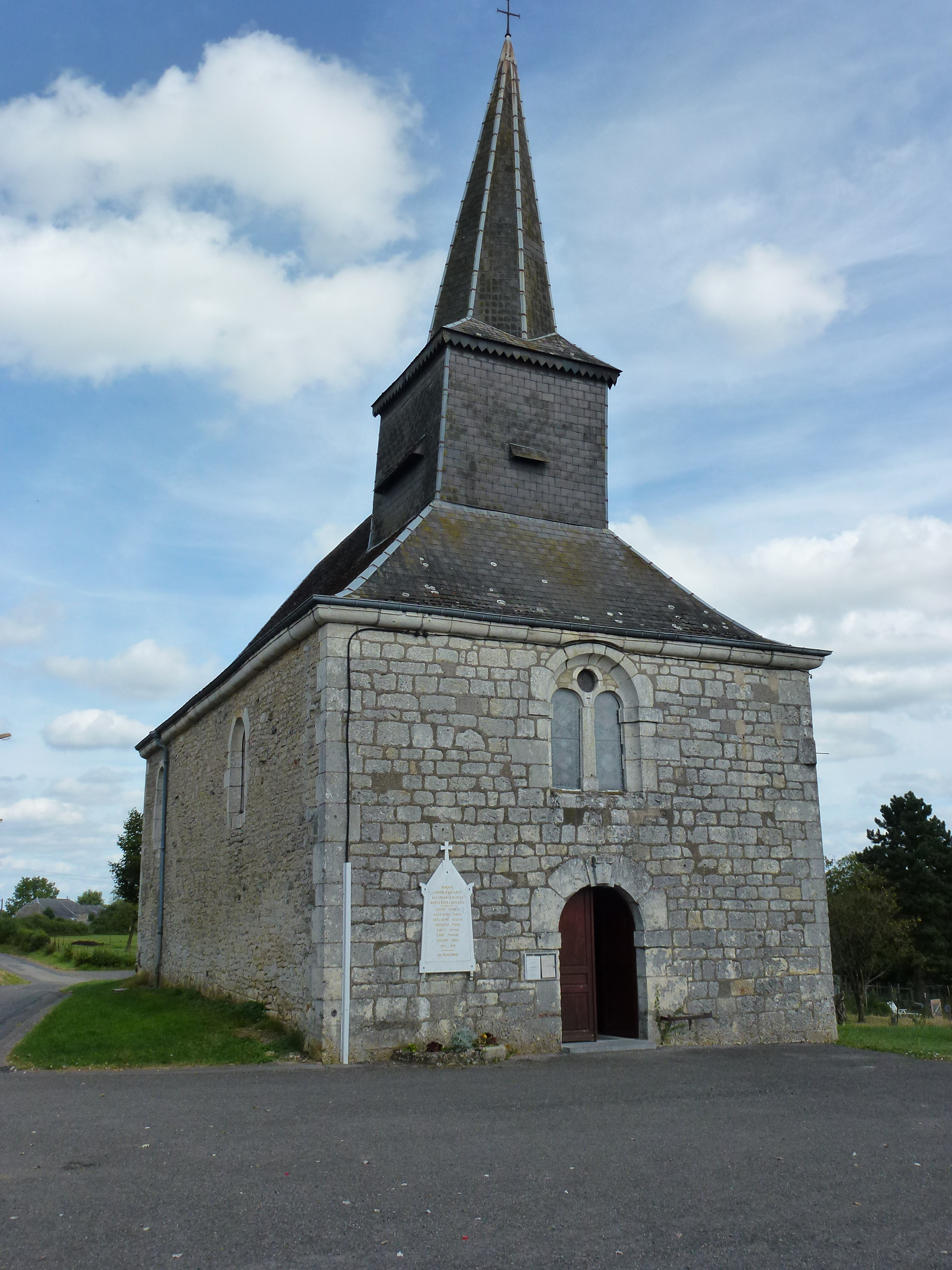
Kirche Saint-Gorgery

- Kirche Saint-Gorgery